# Stictoptera atriferella
Stictoptera atriferella là một loài bướm đêm trong họ Noctuidae.